# Hoshihananomia notabilis
Hoshihananomia notabilis is een keversoort uit de familie spartelkevers (Mordellidae). De wetenschappelijke naam van de soort is voor het eerst geldig gepubliceerd in 1887 door M'Leay.